# Bathyclarias filicibarbis
Bathyclarias filicibarbis là một loài cá thuộc họ Clariidae. Loài này có ở Malawi, Mozambique, và Tanzania. Môi trường sống tự nhiên của chúng là hồ nước ngọt.